# Сухова Ірина
Ірина Сухова (нар. 9 лютого 1974 р.) — колишня тенісистка з України.
Сухова дебютувала в головному жеребкуванні WTA на Відкритому чемпіонаті Москви в парному розряді у партнерстві з Тетяною Пановою.

## Фінал ITF Circuit

### Одиночний розряд (2–2)
| Легенда         |
| --------------- |
| Турнір $100 000 |
| Турнір $75 000  |
| Турнір $50 000  |
| Турнір $25 000  |
| Турнір $ 10 000 |

| Результат  | №  | Дата                | Турнір             | Поверхня | Суперник у фіналі | Рахунок       |
| Поразка    | 1. | 7 квітня 1991 р     | Шибеник, Югославія | Глина    | Любомира Бачева   | 1–6, 3–6      |
| Переможець | 2. | 2 вересня 1991 року | Бургас, Болгарія   | Хард     | Неллі Баркан      | 6–3, 2–6, 6–3 |
| Поразка    | 3. | 18 травня 1992 року | Тортоза, Іспанія   | Глина    | Паола Суарес      | 6–3, 4–6, 1–6 |
| Переможець | 4. | 5 квітня 1993 р     | Бангкок, Таїланд   | Хард     | Сувімол Дуанчань  | 6–3, 6–1      |

### Парний розряд (4–5)
| Результат  | №  | Дата                | Турнір               | Поверхня | Партнер             | Суперники                           | Рахунок       |
| ---------- | -- | ------------------- | -------------------- | -------- | ------------------- | ----------------------------------- | ------------- |
| Поразка    | 1. | 15 жовтня 1990 року | Супетар, Югославія   | Глина    | Тетяна Ігнатьєва    | Івона Горват Єва Мартінкова         | 3–6, 3–6      |
| Поразка    | 2. | 1 квітня 1991 р     | Шибеник, Югославія   | Глина    | Олена Макарова      | Зденка Малькова Жанетт Хусарова     | 1–6, 5–7      |
| Поразка    | 3. | 1 липня 1991 року   | Дубровник, Югославія | Глина    | Олена Погорелова    | Любомира Бачева Івона Горват        | 7–5, 3–6, 3–6 |
| Поразка    | 4. | 9 вересня 1991 року | Хасково, Болгарія    | Глина    | Олена Погорелова    | Любомира Бачева Галя Ангелова       | 6–7, 7–6, 1–6 |
| Переможець | 5. | 27 квітня 1992 року | Леріда, Іспанія      | Глина    | Світлана Кривенчева | Мартіна Черга Ліза Пуглізе          | 6–1, 6–2      |
| Переможець | 6. | 4 травня 1992 року  | Балагер, Іспанія     | Глина    | Світлана Кривенчева | Паола Суарес Памела Цінгман         | 4–6, 6–4, 6–4 |
| Переможець | 7. | 3 серпня 1992 року  | Падерборн, Німеччина | Глина    | Світлана Комлева    | Надя Бейк Анке Марчл                | 2–6, 6–4, 6–2 |
| Переможець | 8. | 5 квітня 1993 р     | Бангкок, Таїланд     | Хард     | Сувімол Дуангчань   | Емі Делоун Кейт Макдональд          | 6–3, 6–2      |
| Поразка    | 9. | 10 квітня 1995 року | Пловдив, Болгарія    | Глина    | Світлана Комлева    | Теодора Недєва Антоанета Панджерова | 5–7, 1–6      |

## Юніорські фінали Великого шолома

### Парний розряд дівчат
| Результат | Рік      | Чемпіонат                   | Поверхня | Партнер          | Суперники                       | Рахунок  |
| --------- | -------- | --------------------------- | -------- | ---------------- | ------------------------------- | -------- |
| Поразка   | 1990 рік | Відкритий чемпіонат Франції | Глина    | Тетяна Ігнатьєва | Руксандра Драгомір Іріна Спирля | 3–6, 1–6 |